# Stephania hainanensis
Stephania hainanensis är en tvåhjärtbladig växtart som beskrevs av Hsien Shui Lo och Y. Tsoong. Stephania hainanensis ingår i släktet Stephania och familjen Menispermaceae. Inga underarter finns listade i Catalogue of Life.